# Подолянина, Елена Ивановна
Елена Ивановна Подолянина — советский хозяйственный и политический деятель.

## Биография
Родилась в 1948 году в селе Станиславчик. Член КПСС.
Окончил Ильинецкий сельскохозяйственный техникум, Одесский сельскохозяйственный институт.
В 1966—1973 гг. — главный зоотехник колхоза имени Жданова Шаргородского района Винницкой области.
В 1973—1991 гг. — председатель ордена «Знак Почёта» колхоза имени Жданова Шаргородского района Винницкой области.
В 1991—2003 гг. — директор КГСП «Мир» в Шаргородском районе Винницкой области.
В 2003—2010 гг. — директор государственного опытного предприятия «Бохоничское» института кормов УААН в Винницком районе Винницкой области.
Избиралась народным депутатом СССР (1989—1991). Делегат XXVII съезда КПСС.
Жила в Винницкой области.

## Награды
- Орден Ленина
- Орден Трудового Красного Знамени